# Sagone (rivière)
Pour les articles homonymes, voir Sagone (homonymie).
Le Sagone, ou la rivière de Sagone, est un petit fleuve côtier du département de la Corse-du-Sud, en région Corse qui se jette en mer Méditerranée.

## Géographie
D'une longueur de 21,8 kilomètres, le Sagone prend sa source sur la commune de Marignana à 1 101 mètres d'altitude, près du Capu Sant'Anghiulu (1 273 m). Dans sa partie haute il s'appelle aussi, pour Géoportail, le ruisseau de Pozzi puis le ruisseau de Fiuminale.
Il coule globalement du nord-est vers le sud-ouest.
Il rejoint la mer Méditerranée sur la commune de Vico, à 0 mètre d'altitude, dans l'anse de Sagone, dans le golfe de Sagone, entre la plage et le village de Sagone à l'est et le port de Sagone et la tour génoise de Sagone au sud-ouest.

### Communes et cantons traversés
Dans le seul département de la Corse-du-Sud (24), le Sagone traverse les trois communes suivantes, dans le sens amont vers aval, de Marignana (source), Balogna, Vico (embouchure).
Soit en termes de cantons, le Sagone prend source dans l'ancien canton des Deux-Sevi, conflue dans l'ancien canton des Deux-Sorru, aujourd'hui prend source et conflue dans le même canton de Sevi-Sorru-Cinarca, dans l'arrondissement d'Ajaccio.

### Bassin versant
La rivière de Sagone traverse une seule zone hydrographique « Côtiers du ruisseau d'Esigna au Liamone » (Y800) de 127 km2 de superficie. Ce bassin versant est constitué à 86,92 % de « forêts et milieux semi-naturels », à 10,72 % de « territoires agricoles », à 1,99 % de « territoires artificialisés », à 0,26 % de « zones humides ».

### Organisme gestionnaire
L'organisme gestionnaire est le Comité de bassin de Corse, depuis la loi corse du 22 janvier 2002.

## Affluents
Le Sagone a douze affluents référencés :
- le ruisseau de Specchiatoghiu (rd[note 1]), 1,3 km sur la seule commune de Marignana[note 2].
- le ruisseau de Conche (rg), 3,1 km sur les deux communes de Marignana et Balogna.
- le ruisseau de Chialza (rd), 5,2 km sur les deux communes de Marignana et Balogna[note 3] avec deux affluents :
  - le ruisseau de Madria Chialza (rd), 2,9 km sur les deux communes de Marignana et Balogna
  - le ruisseau de Cristimoduli (rd), 3,3 km sur la seule commune de Balogna[note 4].

- le ruisseau de Rinaldu (rg), 1,9 km sur la seule commune de Balogna[note 4].
- le ruisseau de Muricce (rd), 3 km sur la seule commune de Balogna[note 4].
- le ruisseau de Suale (rd), 1,9 km sur la seule commune de Balogna[note 4].
- le ruisseau de Juane Rangu (rg), 6,9 km[7] sur les deux communes de Balogna et Vico[note 5] avec deux affluents :
  - le ruisseau de Balogna (rd) 4,9 km sur la seule commune de Balogna selon Géoportail.
  - le ruisseau d'Alinu (rg) 2,4 km sur les deux communes de Balogna et Vico.

- le ruisseau de Petaccia (rd), 2,3 km sur la seule commune de Vico[note 6].
- le ruisseau de Pinu (rg), 4,6 km sur la seule commune de Vico[note 7].
- le ruisseau de Cammerinu (rd), 1,8 km sur la seule commune de Vico.
- le ruisseau de Cerasa (rg), 3,6 km sur les deux communes de Vico et Coggia.
- le ruisseau de Loriani (rd), 1,7 km sur la seule commune de Vico[note 8].

Géoportail signale encore le ruisseau de Vaccarecciu (rd) 2,7 km environ sur la seule commune de Marignana.

### Rang de Strahler
Donc son rang de Strahler est de trois par le ruisseau de Chialza ou le ruisseau de Juane Rangu.

## Hydrologie
La station Y8005210 a fonctionné de 1978 à 1989 à Vico au pont de Ficaghiola pour un bassin versant de 62,3 km2, à 23 mètres d'altitude pour un débit moyen de 0,66 m3/s en 1987 dernière année d'observation validée.

## Aménagements et écologie

### Tour génoise de Sagone
La tour génoise de Sagone a été construite au début du XVIIe siècle, à la même époque que les tours d'Omigna, Orchino, Cargèse et Capo Rosso. Cette tour de guet littorale est située à l'ouest de l'anse ou baie de Sagone. Elle est en bon état de conservation.
Le 21 avril 1763, la tour de Sagone qui domine Scala di Savona (port de Sagone), gardée par les Génois pour protéger le transport des bois d'Aitone, est attaquée par les Corses. Après un premier échec, leur entreprise est couronnée de succès quelques jours après.
La tour de Sagone est inscrite Monument historique.